# Сен-Сюльпис-ле-Геретуа
Сен-Сюльпи́с-ле-Геретуа́ (фр. Saint-Sulpice-le-Guérétois) — коммуна во Франции, находится в регионе Лимузен. Департамент коммуны — Крёз. Входит в состав кантона Сен-Вори. Округ коммуны — Гере.
Код INSEE коммуны — 23245.

## Население
Население коммуны на 2010 год составляло 2008 человек.
| 1962 | 1968 | 1975 | 1982 | 1990 | 1999 | 2010 |
| ---- | ---- | ---- | ---- | ---- | ---- | ---- |
| 1314 | 1320 | 1239 | 1738 | 1879 | 1843 | 2008 |

## Экономика
В 2010 году среди 1336 человек трудоспособного возраста (15—64 лет) 1013 были экономически активными, 323 — неактивными (показатель активности — 75,8 %, в 1999 году было 75,5 %). Из 1013 активных жителей работали 938 человек (460 мужчин и 478 женщин), безработных было 75 (47 мужчин и 28 женщин). Среди 323 неактивных 93 человека были учениками или студентами, 178 — пенсионерами, 52 были неактивными по другим причинам.